# Hibakusha
Hibakusha (jap. 被爆者 hibaku-sha) (IPA: [çiβa̠kɯ̥ᵝɕʲa̠]) – słowo w języku japońskim oznaczające „osobę będącą ofiarą eksplozji”. W szczególności jednak odnosi się do ofiar ataku atomowego na Hiroszimę lub Nagasaki.

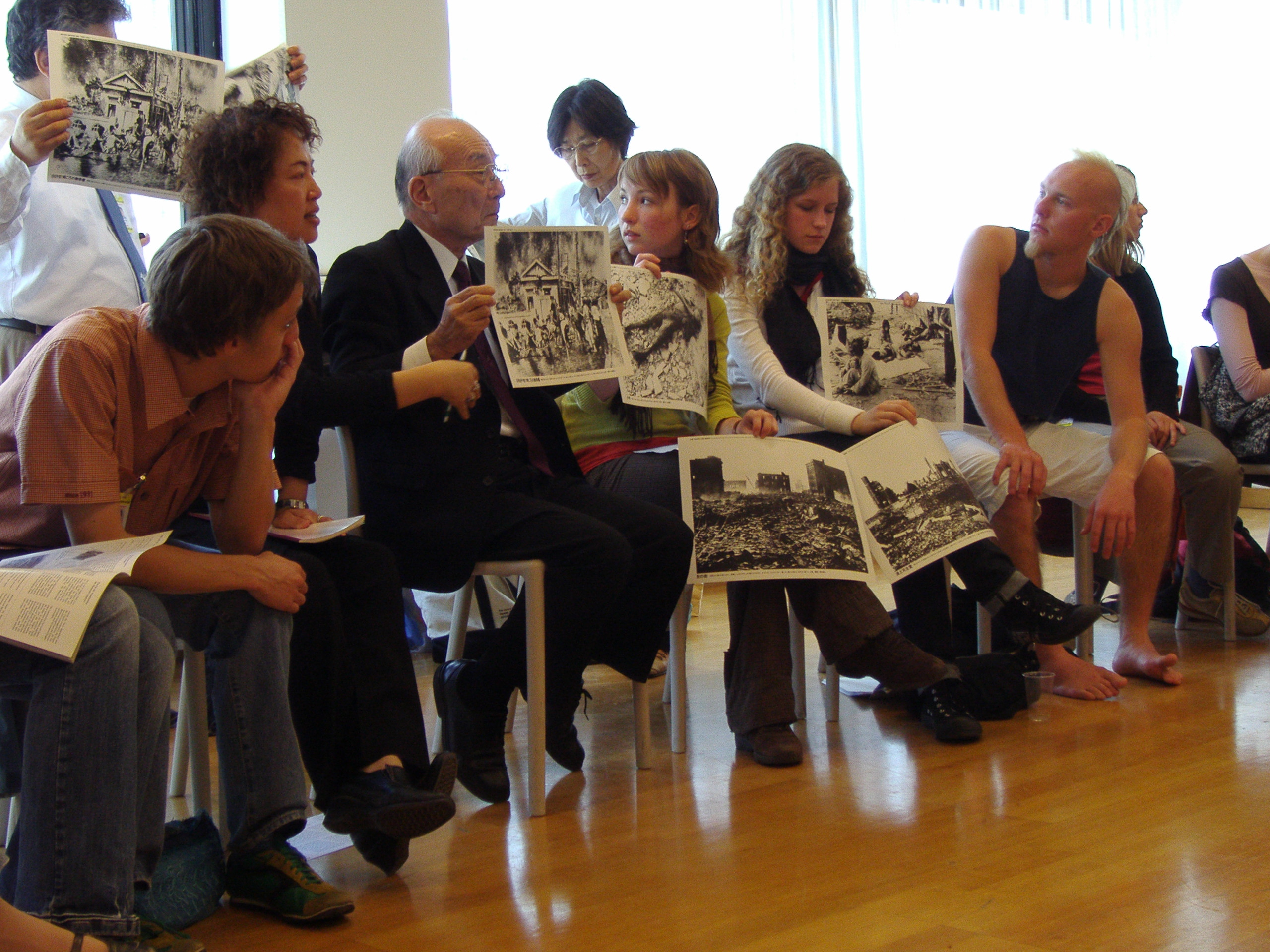
Hibakusha z Nagasaki podczas prelekcji w budynku ONZ w Wiedniu w 2007

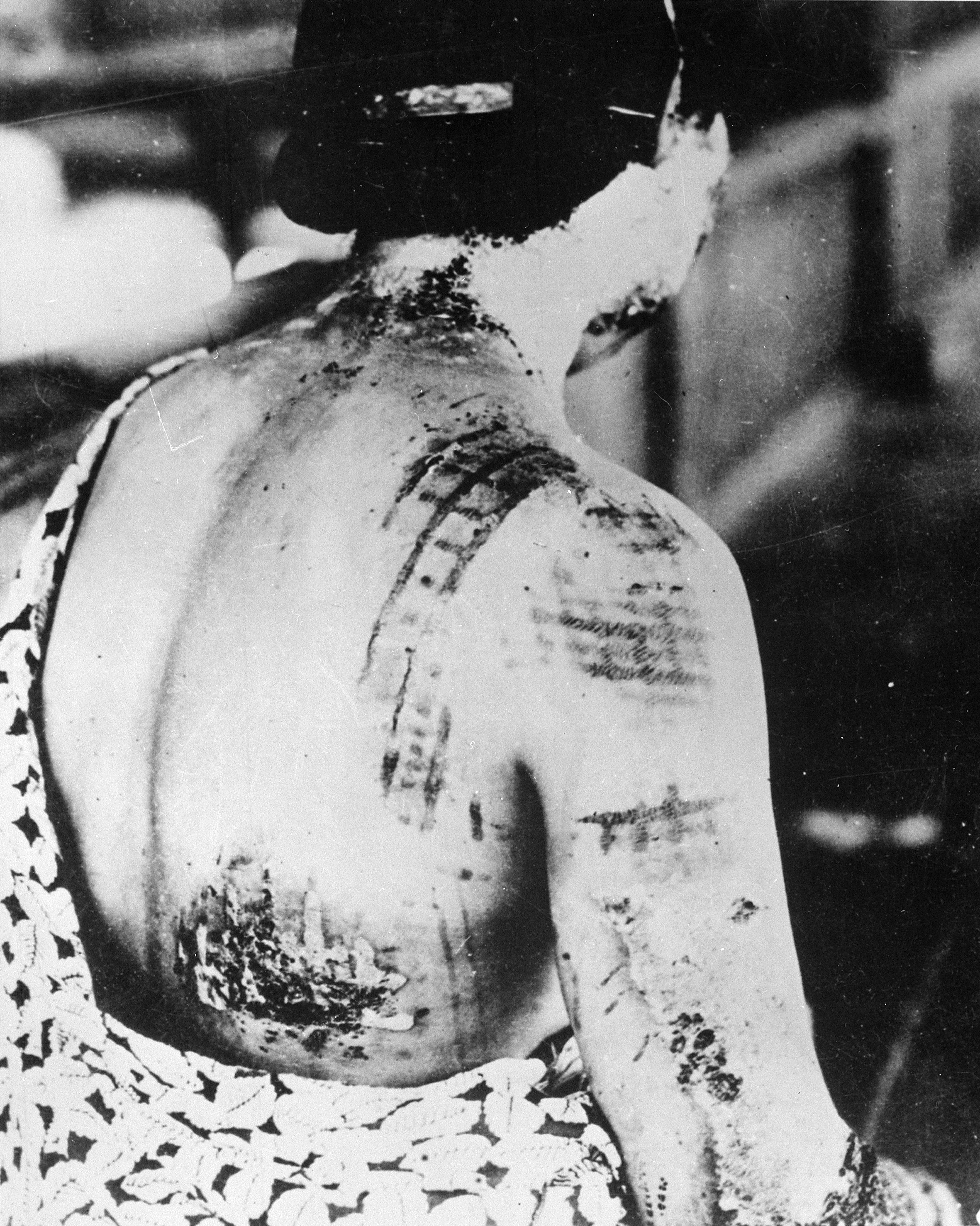
Japonka z oparzeniami spowodowanymi działaniem promieniowania cieplnego, które powstało podczas wybuchu bomby atomowej; widoczny wzór kimona okrywającego ciało w chwili wybuchu

Według stanu na 31 marca 2008, 243 692 żyjące osoby mają poświadczony przez rząd status hibakusha; ich średnia wieku to 75,14 lat. Większość z nich żyje w Japonii, część także w Korei i w innych miejscach.
Japońska organizacja Nihon Hidankyō, założona w 1956 roku, zrzesza żyjących hibakusha i ma na celu zabieganie w japońskim rządzie o większe wsparcie dla ofiar oraz wywieranie nacisku na światowe rządy, by te zlikwidowały arsenał atomowy.

## Regulacje prawne
Odpowiednia ustawa definiuje hibakusha jako osoby spełniające dowolny z wymienionych warunków:
1. przebywały w promieniu kilku kilometrów od hipocentrów w momencie wybuchu bomby;
2. przebywały w promieniu 2 kilometrów od hipocentrów w ciągu kilku tygodni od zrzucenia bomby;
3. znalazły się w strefie opadu promieniotwórczego;
4. były dziećmi matek spełniających jeden z powyższych warunków[5].

Hibakusha są uprawnieni do wsparcia rządowego i otrzymują comiesięczny zasiłek. Około 1% wszystkich hibakusha uprawnionych jest do specjalnego dodatku medycznego w związku z chorobami będącymi następstwem napromieniowania.
W każdą rocznicę zrzucenia bomb imiona zmarłych w poprzedzającym roku ofiar dopisywane są na znajdujących się w Hiroszimie i Nagasaki cenotafach. W sierpniu 2008 liczba ofiar w Hiroszimie wynosiła 258 310, a w Nagasaki 145 984.

## Podwójnyhibakusha
Prawie wszyscy hibakusha zostali pokrzywdzeni w wyniku wybuchu tylko jednej z bomb. Jedyną osobą, która oficjalnie otrzymała podwójny status hibakusha był zmarły 4 stycznia 2010 roku Tsutomu Yamaguchi. Znajdując się w Hiroszimie podczas wybuchu bomby Little Boy, doznał on m.in. poparzeń i uszkodzenia słuchu. Następnie wrócił do rodzinnego Nagasaki, gdzie przeżył wybuch drugiej bomby (Fat Man). Przyczyną śmierci 94-letniego Japończyka był nowotwór żołądka.